# تيم بيترز
تيم بيترز (7 مايو 1985 لاهاي هولندا - ) هو لاعب كرة قدم هولندي، يلعب كمهاجم.